# Paractinophlebia acutus
Paractinophlebia acutus là một loài côn trùng thuộc bộ Neuroptera. Loài này được Bode miêu tả năm 1953.